# Завоевание планеты обезьян
«Завоевание планеты обезьян» (англ. Conquest of the Planet of the Apes) — четвёртый фильм из цикла «Планета обезьян», поставленный в 1972 году режиссёром Джеем Ли Томпсоном. Фильм рассказывает о восстании обезьян против жестокого обращения с ними человека. Следующий (заключительный) фильм цикла — «Битва за планету обезьян».

## Сюжет
Северная Америка, 1991 год. После пандемии, вызванной космической болезнью, которая уничтожила всех собак и кошек в 1983 году, Соединённые Штаты Америки стали полицейским государством, где обезьян использовали в качестве домашних животных, а позже создали культуру, основанную на рабском труде обезьян. Эти события были предсказаны в 1973 году как свидетельство Корнелиуса до того, как он и его жена Зира были убиты. Хотя считалось, что их ребёнок также был убит, он избежал смерти и был тайно воспитан владельцем цирка Армандо как молодой всадник. Теперь он полностью вырос и получил имя Цезарь. Армандо приводит его в один из городов, чтобы раздавать листовки к приезду цирка, объясняя любопытной обезьяне события, которые привели к их новой реальности, и советует ему не говорить из опасения за свою жизнь.
Видя, как обезьяны выполняют различные мелкие дела, и потрясённый суровой дисциплиной, наложенной на непослушных обезьян, Цезарь, не сдержавшись кричит «мерзкие человеческие ублюдки!», увидев, как обезьяну-посланника избивают и накачивают наркотиками. Хотя Армандо берёт на себя ответственность за восклицание, чтобы разрядить обстановку, Цезарь убегает в суматохе. Обнаружив, что Цезарь прячется на лестнице, Армандо говорит обезьяне, что он сдастся властям и блефует, чтобы выбраться, одновременно инструктируя Цезаря спрятаться среди группы прибывающих обезьян в целях безопасности. Цезарь следует наставлениям Армандо и прячется в клетке с орангутангами, обнаружив, что его приучают к рабству с помощью жестоких условий. Затем Цезарь продаётся на аукционе губернатору Бреку, которому его владелец разрешает назвать себя, случайным образом указывая на слово из книги, переданной ему. Шимпанзе упирается в имя «Цезарь», симулируя совпадение. Затем Цезаря заставляет работать главный помощник Брека Макдональд, чей афроамериканское наследие позволяет ему посочувствовать обезьянам, несмотря на тонко завуалированное отвращение к своему боссу.
Тем временем Армандо допрашивает инспектор Колп, который подозревает, что его «цирковая обезьяна» — ребёнок двух говорящих обезьян из будущего. Помощник Колпа помещает Армандо под машину «Аутентификатор», которая психологически заставляет людей быть правдивыми. После признания, что он слышал имя Корнелиус раньше, Армандо понимает, что не может бороться с машиной, и прыгает через окно насмерть после короткой борьбы с охранником. Когда Цезарь узнаёт о смерти хозяина цирка, он теряет веру в человеческую доброту и начинает тайно обучать обезьян бою, заставляя их собирать оружие.
К тому времени, благодаря расследованию Колпа о том, что судно, предположительно доставившее Цезаря, было из региона, где не водятся шимпанзе, Брек узнаёт, что Цезарь это обезьяна, на которую они охотятся. Цезарь открывается Макдональду после того, как он дважды прикрывал обезьяну, когда Брек вызвал его о местонахождении Цезаря. Хотя Макдональд понимает намерение Цезаря свергнуть Брека, он выражает свои сомнения в эффективности революции наряду с неприязненным отношением Цезаря к людям. Позже Цезарь попадает в плен к людям Брека, который пытается заставить его заговорить с помощью электричества. Услышав его речь, Брек приказывает немедленно убить Цезаря. Цезарь выжил после казни, потому что Макдональд тайно понижает электрическую мощность машины ниже смертельного уровня. Как только Брек уходит, Цезарь убивает своего мучителя и сбегает.
Цезарь начинает свою революцию с того, что сначала берёт на себя управление обезьянами, чтобы увеличить его численность, переходит в командный центр, где обезьяны убивают большую часть полиции по охране общественного порядка, которые пытаются их остановить, одновременно поджигая город. Ворвавшись на командный пункт Брека и убив большую часть персонала, Цезарь отправляет Брека на казнь. Макдональд пытается умолять Цезаря не поддаваться жестокости и быть милосердным к бывшим хозяевам. Цезарь игнорирует его и в гневе заявляет: «Где огонь, там и дым. И в этом дыме, с этого дня и впредь, мой народ будет приседать, сговариваться, строить заговоры и планировать неизбежный день гибели человека. День, когда он окончательно и саморазрушительно поворачивает своё оружие против себе подобных. День писания в небе, когда ваши города погребены под радиоактивными обломками! Когда море станет мёртвым морем, а земля — пустошью, из которой я выведу свой народ из их плена! И мы построим свои собственные города, в которых людям не будет места, кроме как служить нашим целям! И мы создадим свои собственные армии, нашу собственную религию, свою собственную династию! И этот день настал!».
Когда обезьяны поднимают винтовки, чтобы забить Брека до смерти, подруга Цезаря Лиза высказывает возражение: «Нет»! Она первая обезьяна, которая говорит кроме Цезаря. Цезарь пересматривает и приказывает обезьянам опустить оружие (в оригинальной версии - сблефовал и приказывает обезьянам забить Брека, в качестве "демонстрации", за все что они устроили), говоря: «Но теперь, теперь мы отбросим нашу ненависть. Теперь мы сложим наше оружие. Мы прошли через ночь пожаров, и те, кто были нашими хозяевами, являются теперь нашими слугами. А мы, не люди, можем позволить себе быть гуманными. Судьба — это воля Бога, и если человеку суждено подчиняться, то воля Бога состоит в том, чтобы над ним преобладали сострадание и понимание, и изгоняли свою месть. Сегодня мы видели рождение Планеты обезьян!».

## В ролях
- Родди Макдауэлл — Цезарь
- Дон Мюррей — правитель Брек
- Гари Родс — МакДональд
- Рикардо Монтальбан — Армандо
- Натали Транди — Лиза
- Северн Дарден — инспектор Колп
- Аза Мэйнор — миссис Райли
- Дэвид Чоу — Альдо
- Бак Картальян — Фрэнк
- Джон Рэндольф — председатель комиссии
- Гордон Джамп — аукционер
- Джон Дэннис — полицейский #1
- Пол Коми — полицейский #2

## Производство
В оригинальной концовке фильма обезьяны жестоко расправляются с губернатором Бреком. После закрытого показа в Фениксе 1 июня 1972 года впечатление, вызванное жестокой составляющей фильма, заставило продюсеров переделать фильм, несмотря на нехватку бюджета. Родди Макдауэлл записал дополнение к финальной речи Цезаря, которое было вставлено в готовый фильм посредством умелого монтажа: Цезаря показывают в основном крупным планом; сцена с гориллами, добивающими Брека, пущена реверсом, дабы продемонстрировать их готовность сложить оружие. Это позволило фильму получить более низкий рейтинг в прокате и повысить шанс кассового успеха.
Версия фильма с оригинальной концовкой стала доступна с выходом фильма на Blu-ray.

## Критика
На сайте-агрегаторе Rotten Tomatoes фильм получил рейтинг 52 % на основе 23 отзывов.